# Émile Masson (Schriftsteller)

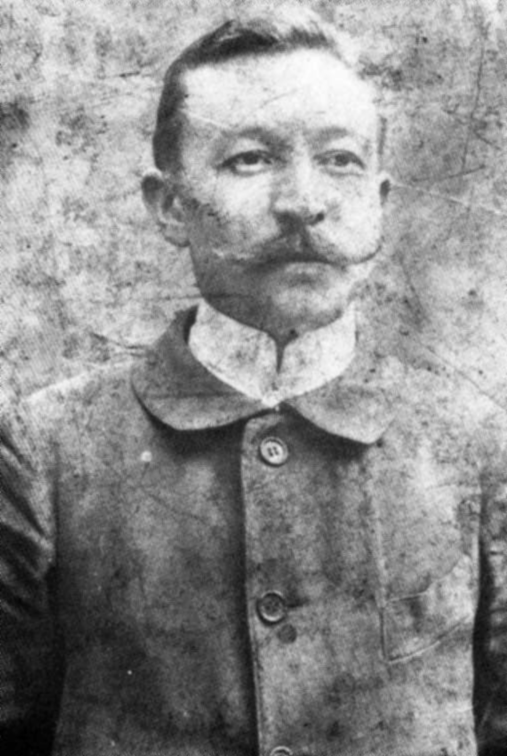

Émile Masson (* 18. Juli 1869 in Brest; † 9. Februar 1923 in Paris) war ein bretonischer anarcho-sozialistischer Schriftsteller und Denker. Er ist auch unter den Pseudonymen Brenn (1869–1923), Erwan Gwesnou (1869–1923) und Ion Prigent (1869–1923) bekannt.

## Biografie
In Brest geboren, ist er nicht bretonischsprachig aufgewachsen, sondern hat sich die Sprache im späteren Leben angeeignet. Er erhielt zwei Abschlüsse (Philosophie und Englisch) und zog nach Paris. Er war mit mehreren radikalen Bewegungen dieser Zeit verbunden: Dreyfus-Affäre, Anarchismus, Kollektivismus, Antimilitarismus. Zu dieser Zeit befreundete er sich mit Élisée Reclus, Kropotkin und Romain Rolland. Er nahm an der universitaire populaires (1899–1905) teil. Nach seiner Rückkehr in die Bretagne wurde er Studienrat für Englisch am Gymnasium von Pontivy. Er übersetzte zahlreiche Werke von Thomas Carlyle ins Französische.
Im Jahr 1911 wurde er Vizepräsident der literarischen Sektion der Breton Regionalist Union. Im selben Jahr war er einer der Gründer der Bretonischen Nationalistischen Partei und Herausgeber der Zeitschrift Breiz Dishual („Freie Bretagne“). Er war 1913 der Gründer der Zeitschrift Brug, einer anarchistischen Zeitschrift in bretonischer Sprache. Zu dieser Zeit definierte er sich als libertärer Sozialist. Als scharfer Internationalist versuchte er, diesen Aspekt seines Denkens mit seinem bretonischen Nationalismus in Einklang zu bringen.

## Veröffentlichungen
- Yves Madec, professeur de collège, 1905
- Brenn (pseudonym of Emile Masson), Les rebelles, Librairie les pages libres, 1908
- Les Bretons et le Socialisme[1], Éditions Toullec et Geffroy 1912, Einführung und Anmerkungen von Jean-Yves Guiomar, Paris, Maspero, 1972.
- Les hommes illustres et leurs paroles inouïes, 1919
- L’Utopie des îles bienheureuses dans le Pacifique. Éditions Rieder 1921, Editions Caligrammes, 1984.

## Bibliografie
- Giraud, J. Didier.: Emile Masson, professeur de liberté. Editions Canope, 1991, OCLC 680006278.
- Giraud, J. Didier., Giraud, Marielle.: Emile Masson : prophète et rebelle : colloque international de Pontivy, 26, 27 et 28 septembre 2003. Presses universitaires de Rennes, Rennes 2005, ISBN 2-7535-0058-4.